# マージ・アル・サファーの戦い (1303年)
マージ・アル・サファーの戦い (アラビア語エジプト方言: معركة مرج الصفر) (モンゴル語: Марж ал-Саффарын тулалдаан) あるいはシャカブの戦いは、1303年4月20日から22日にかけてに起こった、イスラムのマムルーク朝とモンゴルのイルハン朝およびその属国アルメニアとの間で、シリアの直ぐ南のアル・キスワで起こった戦いとして知られている。戦いはモンゴル軍の惨憺たる敗北に終わり、ガザン・ハン率いるイルハン朝のシリア侵入に終止符を打った。

## 戦前のモンゴルとムスリム国家との対立
モンゴル軍団の勝利の連鎖は、彼らがホラズムに侵入した1218年から始まり、瞬く間に大部分のペルシアならびに小アジアのルーム・セルジューク朝をモンゴル人に統制下に治めた。
統治下の属国 (例えばキリキア・アルメニア王国やジョージア王国)の軍も編入し、1258年にバクダードを攻略すると、続く1260年にはアレッポとダマスカスを占領した。同年後半、モンゴル軍はアイン・ジャールートの戦いで彼らにとって最初の大きな敗北を経験した。その結果、モンゴル軍はダマスカスとアレッポから追い出され、ユーフラテス川流域まで後退する事となった。
約40年後、イルハン国のガザンはシリアを再侵略し、1299年にアレッポを取り戻した。
ガザンは同年、第三次ホムスの戦いでマムルーク軍を破り、ダマスカスは速やかに降伏した。ガザの近辺まで襲撃部隊を南下させた後、ガザンはシリアから撤退した。

## 戦闘直前までの経緯
1303年、ガザンはシリアを奪還するためにクトルグ・シャー率いる軍を派遣した。アレッポとホムスの住民や統治者はモンゴル軍の侵攻から逃れるためにダマスカスへと逃げた。しかし、マムルーク朝のムザッファル・バイバルスはダマスカスにあって、モンゴル軍と戦うための援軍要請として、エジプト本国のスルタンにメッセージを送った。スルタンは、シリアからモンゴル軍を撤退させるために軍を率いてエジプトを出発し、モンゴル軍がハマス攻撃を行う頃にダマスカスに到着した。モンゴル軍はスルタンの軍と接触するため進軍し、4月19日にダマスカス郊外に着いた。そして、マムルーク軍はマージ・アル・サファーの平野へと進み、会戦の舞台が整った。

## 戦闘
戦いは、イスラム暦 (ヒジュラ暦) の702年のラマダーン月2日 (西暦1303年4月20日) に始まった。
モンゴル軍のクトルグ・シャーの部隊は、川の近くに陣を張った。クトルグ･シャー軍の左翼10,000人の旅団からマムルーク軍右翼への攻撃によって会戦の火蓋が切られた。この攻撃でマムルーク軍は大きな損害を出したと伝えられている。その後、ムザッファル・バイバルス率いるマムルーク軍中央と、首長サラーが率いるマムルーク軍に従軍していたベドウィン族非正規軍の左翼が、モンゴル軍に攻勢をかけた。モンゴル軍は、エジプト軍右側面への圧迫を続けた。マムルーク軍兵士の多くが戦線がすぐに崩れてしまうのではないかと考えたが、マムルーク軍の左翼は、安定したままだった。
この時、クトルグ･シャーは近くの丘の頂上に登り、戦況を確認しつつ勝利を確信しようと試みた。彼が丘の上から軍に命令を出す間に、マムルーク軍は丘を包囲することに成功した。ここで激しい戦闘が起こり、モンゴル軍は丘で多くの死傷者を出して苦戦に陥った。翌朝、マムルーク軍は、モンゴル軍がワジ・アラム川方面へ逃がすために戦線を故意に開いた。モンゴル軍は戦線に出来た穴から川へと撤退し、ようやく後陣と合流し一息つくことができた。しかし、モンゴル軍が兵士と騎馬のために物資補給と水の補給を行っている間に、マムルーク軍が追撃をかけた。正午まで続いた戦闘は残虐な殺戮へと変わった。翌日までに全ての戦いが終わった。

## 戦後の動き
中世エジプトの歴史家アル＝マクリーズィーによると、この戦いの後、クトルグ・シャーは彼に彼の軍隊の敗北を知らせるために、クシュフのイルハン朝君主ガザンに謁見した。ガザンは敗戦の報に接するや激怒し、憤慨のあまり鼻血を出したと伝えられている。
一方、マムルーク朝では勝利の報はエジプト本国とダマスカスに送られ、スルタンはダマスカスへ入城した。スルタンがダマスカスにいる間、マムルーク軍はカリヤタンまでモンゴル軍を追撃した。スルタンがカイロに凱旋した時、彼は鎖でつながれた捕虜と共にナスル門 (凱旋門)から入城した。この大勝利を祝うため、エジプト中の歌手とダンサーが集められた。宮城は装飾され、祝賀は何日も続いた。